# 공전역
공전역(Gongjeon station, 公田驛)은 충청북도 제천시 봉양읍에 있는 충북선의 역이다.

## 역사
- 1959년 1월 1일 : 영업 개시
- 1977년 1월 1일 : 충북선 복선화로 현 위치로 역사 이전
- 2006년 10월 1일 : 철도승차권 단말기 철거
- 2008년 1월 1일 : 정차 열차 감소 (3왕복 -> 1왕복)
- 2008년 6월 1일 : 역무원 철수 (무인화)
- 2008년 12월 1일 : 여객 취급 중지

## 대중문화와 공전역
- 공전역과 삼탄역 사이에 있는 진소천철교는 영화 《박하사탕》의 촬영지로 유명해지면서 관광객들이 많이 찾는 곳이다.[1]